# Bleu de Laqueuille

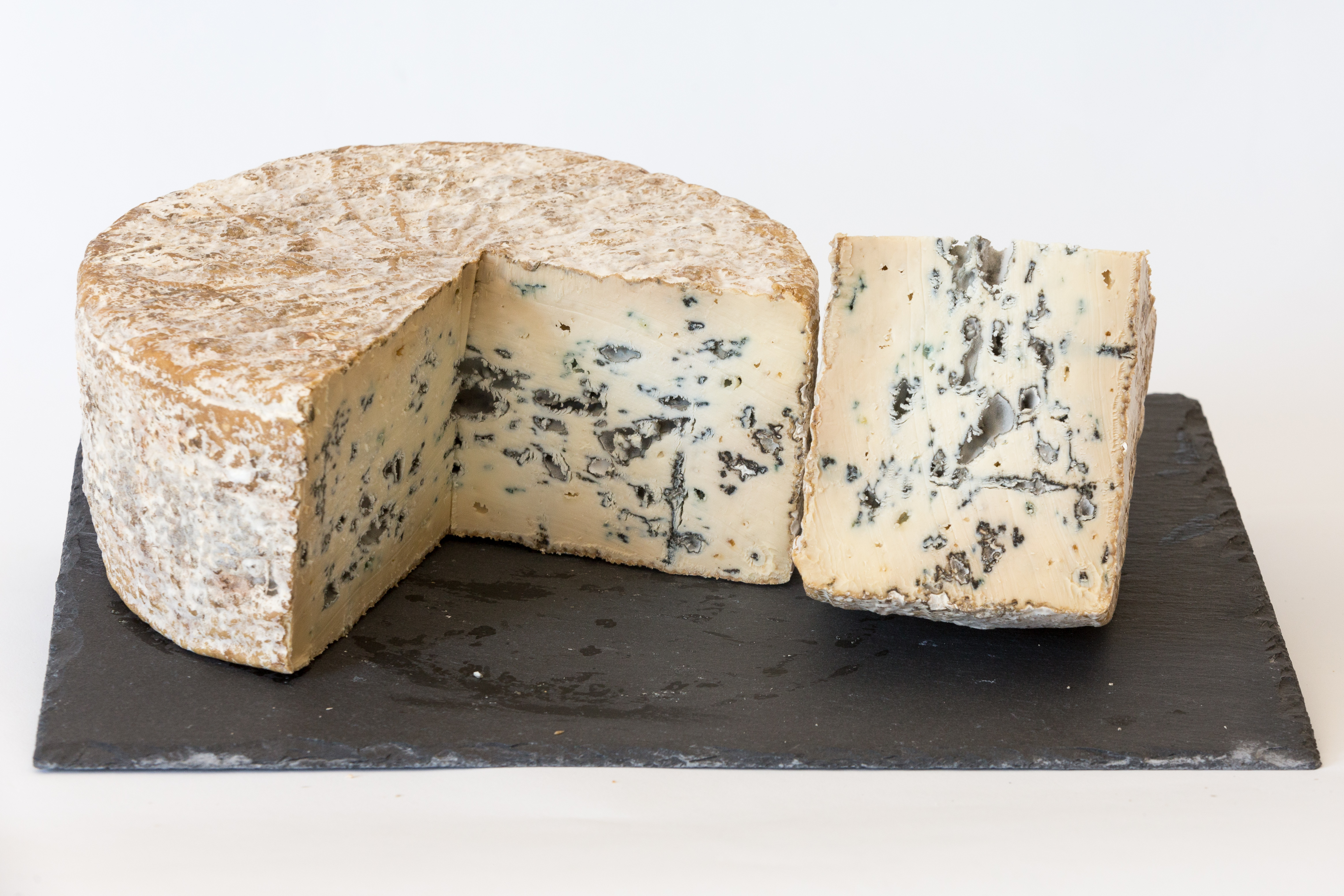
Ein angeschnittener Laib Bleu de Laqueuille

Der Bleu de Laqueuille ist ein französischer Blauschimmelkäse aus Kuhmilch und eine Variante des Bleu d'Auvergne. Er wird in Laqueuille im Département Puy-de-Dôme produziert.
Entwickelt wurde er im 19. Jahrhundert durch Antoine Roussel (* 1820). Nachdem er den Käse zunächst mit dem Schimmel von Roggenbrot geimpft hatte, verfeinerte er später den Prozess durch das Einstechen des Käselaibes. Von Laqueuille verbreitete er sich in der Auvergne, wo er schließlich als Bleu d'Auvergne Bekanntheit erlangte.
Der Fettgehalt in der Trockenmasse beträgt 52,7 Prozent und der Salzgehalt 2,8 %. Die Reifezeit beträgt sechs Wochen. Die Käselaibe haben einen Durchmesser von 19 bis 23 cm und sind 10 cm hoch.